# Taongi
Taongi o Bokak è un atollo dell'Oceano Pacifico. Appartenente alle isole Ratak è amministrativamente una municipalità delle Isole Marshall. 
Ha una superficie di 3,24 km², una laguna di 78.04 km². Completamente disabitata, è una riserva naturale.
Il Dominion of Melchizedek, una micronazione che, in teoria, avrebbe propri passaporti e una propria valuta, ma che nella realtà esiste solo in Internet, dichiara la sua sovranità sull'atollo Taongi.  Il suo fondatore, Mark Pedley, è uno dei maggiori truffatori americani, ha scontato anni di prigione ed è tuttora ricercato dalla polizia statunitense.